# Pura Goa Lawah
Pura Goa Lawah (en Bahasa Bali : « Temple de la grotte de la chauve-souris ») est un temple hindou balinais, appelé Pura. Ce dernier se situe dans le Klungkung, à Bali, en Indonésie. Le temple de Pura Goa Lawah est assez souvent inclus parmi les Sad Kahyangan Jagad, autrement dit, les "six sanctuaires du monde", c'est-à-dire les six endroits saints, les six endroits de culte à Bali. Pura Goa Lawah est célèbre pour être construit autour d'une grotte ouverte dans laquelle vivent des chauves-souris, d'où le nom de Goa Lawah, qui signifie "grotte de chauves-souris".

## Description
Le temple du Pura Goa Lawah est situé dans le village de Pesinggahan, dans le Kabupaten de Klungkung, à Bali. Le large complexe du Pura Goa Lawah se situe sur le côté nord de la rue principale nommée Jalan Raya Goa Lawah, qui est elle-même située sur la plage de Goa Lawah.
Le temple de Pura Goa Lawah est, certaines fois, inclus parmi les Sad Kahyangan Jagad, autrement dit les "six sanctuaires du monde", c'est-à-dire les six lieux de culte à Bali. D'après les croyances balinaises, ces temples sont le point tournant des îles et permettent d'accorder une balance spirituelle à Bali. Le nombre de ces temples très sacrés s'élève au nombre de six, mais, en fonction de la région, les temples appartenant à cette liste varient.

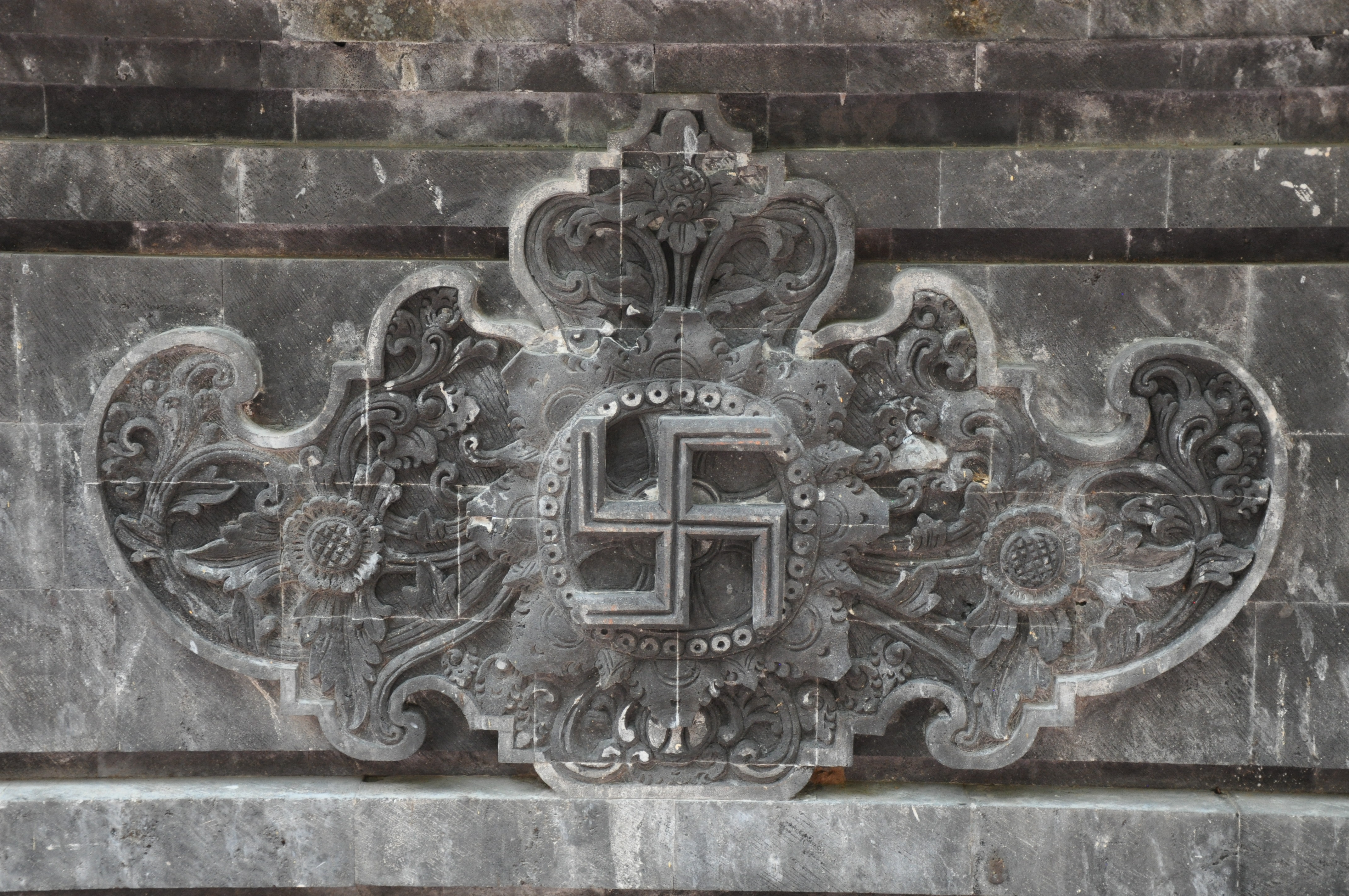
L'entrée du temple de Pura Goa Lawah temple; notons que le svastika est ici utilisé en tant que symbole hindou.

## Histoire
Le temple de Pura Goa Lawah fut établi au XXIe siècle par Mpu Kuturan. Mpu Kuturan était l'un des premiers prêtres qui a introduit l'Hindouisme à Bali. Le complexe sacré avait possiblement servi de centre de méditation pour les prêtres.
Lorsque les Hollandais attaquèrent le royaume de Klungkung en 1849 lors de la guerre de Kusamba, le temple fut l'un des lieux clés pendant ce conflit. Ce même conflit pendant la guerre de Kusamba opposait l'Armée royale des Indes néerlandaises menée par Andreas Victor Michiels contre le royaume du Klungkung, quant à lui mené par Dewa Agung Istri Kanya,,.
Les décorations du temple ont évolué avec le temps. Lors de la première moitié du XXe siècle, il était commun, dans ce temple, d'apercevoir des céramiques d'assiettes en porcelaine attachées sur les portes par exemple. Ce type de décoration peut aussi se noter dans d'autres temples de Bali, plus anciens, tels que le Pura Kehen. Aujourd'hui, ce assiettes ont été réduites dans l'ornementation du temple.

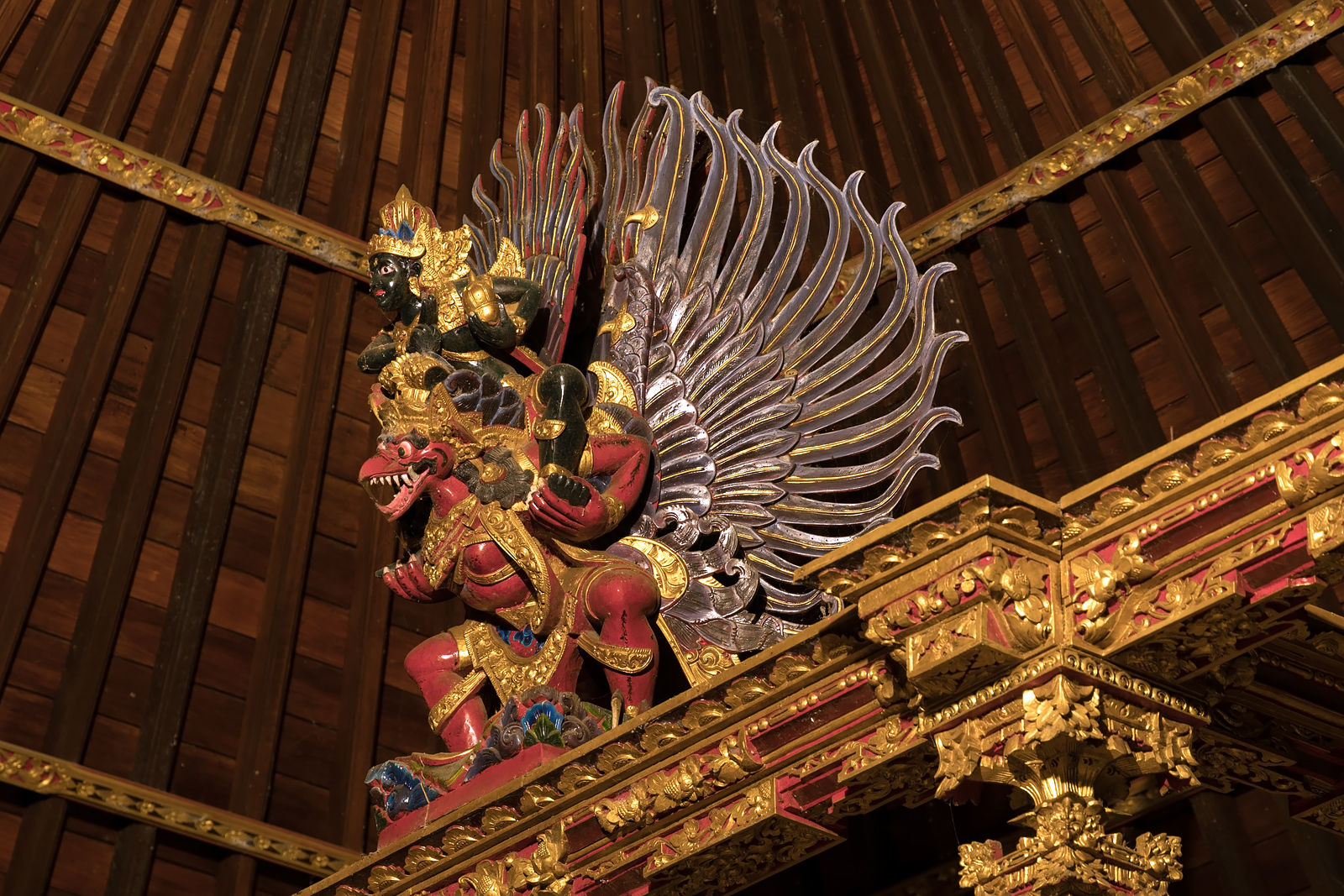
Sculpture dans le temple de Pura Goa Lawah.
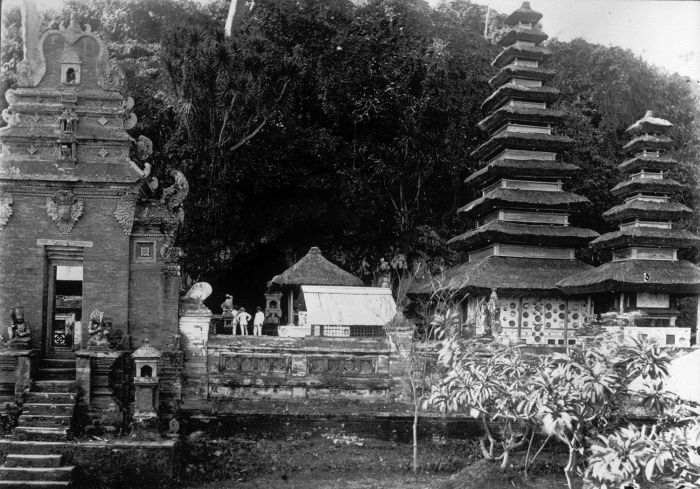
Pura Goa Lawah dans le début du XXe siècle, on peut apercevoir des décorations d'assiettes en céramique.

## Complexe du temple

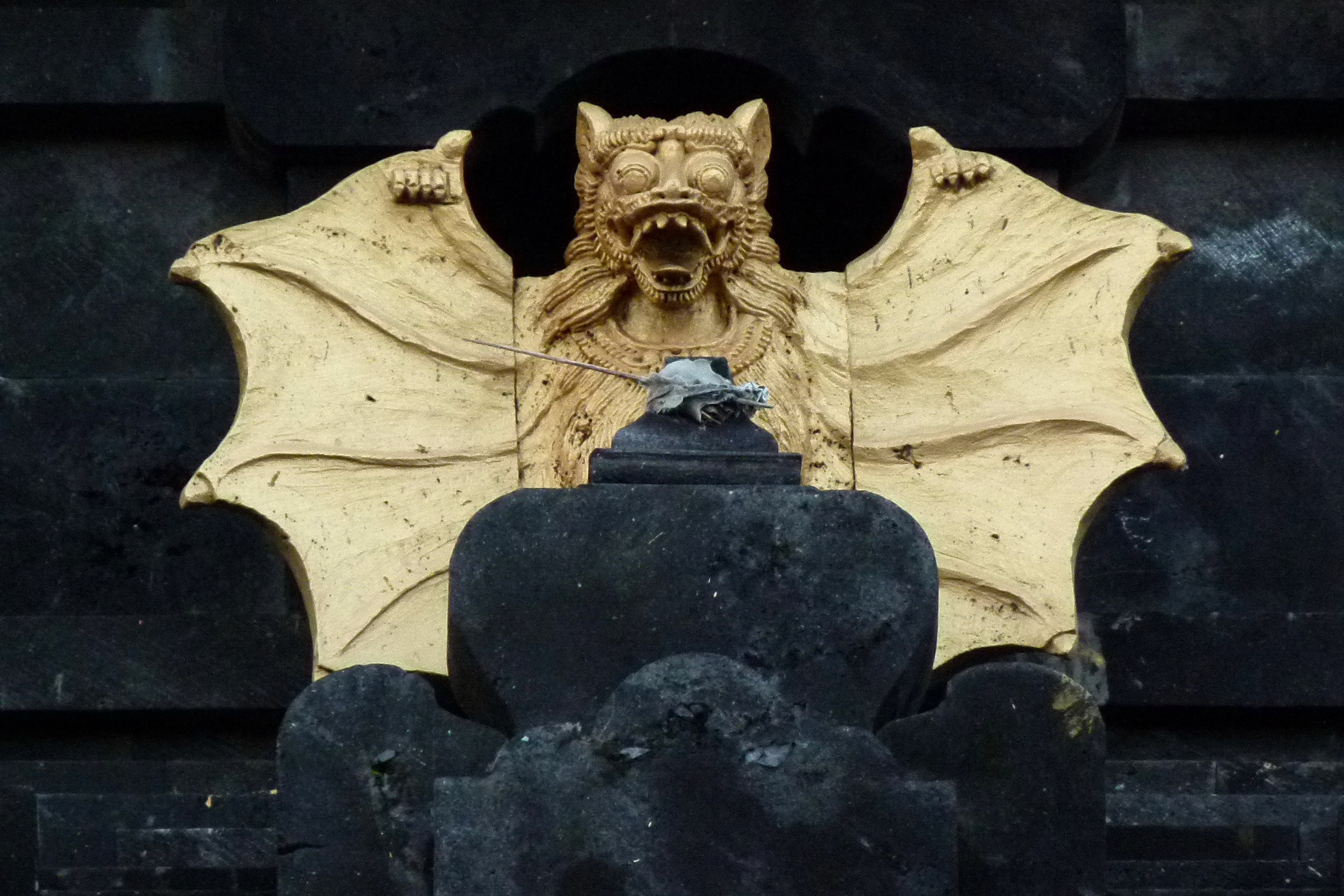
Ornements de chauves-souris dans le temple incrusté d'or

Le complexe abritant le temple est construit au-dessus d'un affleurement d'une colline. Ce complexe est divisé en trois parties : le sanctuaire extérieur du temple (jaba pisan ou nistaning mandala), le sanctuaire médian (jaba tengah ou madya mandala), ainsi que le sanctuaire intérieur (jero ou utamaning mandala).,,